# Джамбул (Ордабасинский район)
Джамбул (каз. Жамбыл) — село в Ордабасинском районе Туркестанской области Казахстана. Входит в состав Буржарского сельского округа. Код КАТО — 514637200.

## Население
В 1999 году население села составляло 936 человек (491 мужчина и 445 женщин). По данным переписи 2009 года, в селе проживало 1118 человек (580 мужчин и 538 женщин).